# Idioma lama-lama
El idioma lama-lama, también conocido por el nombre del clan: Mbarrumbathama (Austlang) o Mba Rumbathama , anteriormente conocido como Lamu-Lamu, es una lengua pama de Queensland, Australia. Lamalama es uno de los cuatro idiomas hablados una vez por el pueblo Lamalama, los otros son Umbuygamu, Mbariman-Gudhinma, Umpithamu;.

## Nombramiento y relaciones lingüísticas
En enero de 2019, la base de datos ISO cambió su nombre de referencia a Lamalama, de Lamu-Lamu. A partir de agosto de 2020, Glottolog lo llama Lamalama, mientras que para AIATSIS el título del tesauro de la base de datos de Austlang es el idioma Mbarrumbathama.
Austlang dice, citando al lingüista Jean-Cristophe Verstraete (2018), que el lamalama, el idioma mbariman-gudhinma (Mbariman-Gudhinma) y el idioma umbuygamu forman una genética subgrupo de Paman conocido como Lamalamic, "definido por innovaciones compartidas en fonología y morfología". Dentro de este subgrupo, "Morrobolam y Lamalama forman una rama fonológicamente innovadora, mientras que Rumanggudinhma forma una rama más conservadora".

## Lecturas externas
- Verstraete, J. (2018). The Genetic Status of Lamalamic: Phonological and Morphological Evidence. Oceanic Linguistics 57(1), 1-30. University of Hawai'i Press.